# 森和俊
森 和俊（もり かずとし、1958年〈昭和33年〉7月7日 - ）は、日本の生物学者（分子生物学）。学位は薬学博士（京都大学・1987年）。2024年3月末にて京都大学大学院理学研究科教授を定年退職。同年4月から京都大学高等研究院特別教授、名城大学薬学部特任教授。文化功労者。

## 略歴
岐阜薬科大学薬学部助手、テキサス大学博士研究員、エイチ・エス・ピー研究所主任研究員、京都大学大学院生命科学研究科助教授などを歴任した。
ホルモンやその受容体が高次構造を形成する場である小胞体の恒常性についての研究に取り組んでおり、小胞体ストレス応答の分子機構を解明したことで知られている。岐阜薬科大学の助手、テキサス大学の博士研究員を経て、由良隆が設立したエイチ・エス・ピー研究所にて主任研究員となった。のちに母校である京都大学に転じ、生命科学研究科の助教授や理学研究科の教授を歴任した。

## 人物

### 生い立ち
岡山県倉敷市児島出身。京都大学に進学し、工学部の合成化学科にて学んでいたが、利根川進の新聞記事を読み、分子生物学に興味を持つ。そのため、工学部から薬学部に転学部し、生化学を学んだ。薬学部では山科郁男の研究室に在籍し、川嵜敏祐から指導を受けた。

### 生物学者として
京都大学から岐阜薬科大学に転勤することになった林恭三から誘われ、博士課程を中途退学して岐阜薬科大学で助手となる。テキサス大学に移り博士研究員となり、サンブルックとゲッシングの研究室に在籍した。帰国後、由良隆が設立したエイチ・エス・ピー研究所にて主任研究員に就任した。1999年、京都大学に移り、助教授に就任した。2003年、京都大学の教授に昇任した。ラスカー賞などの国際的医学賞を受賞していることから、「ノーベル賞まであと一歩に迫る男」と評されている。

## 研究
専門は生物学であり、特に分子生物学、細胞生物学、生物物理学といった分野の研究に従事した。細胞内の小胞体で作られた不良品のタンパク質がどのように感知され、処理されるかを明らかにした、小胞体ストレス応答の研究で知られる。

### 年譜

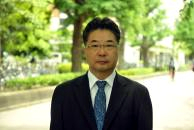
文化功労者顕彰に際して文部科学省より公表された肖像写真

- 1977年（昭和52年）岡山県立倉敷青陵高等学校卒業[7]、京都大学工学部合成化学科入学
- 1978年 京都大学薬学部製薬化学科へ転学部
- 1981年 京都大学薬学部製薬化学科卒業
- 1983年 京都大学大学院薬学研究科修士課程修了
- 1985年
  - 京都大学大学院薬学研究科博士課程中途退学
  - 岐阜薬科大学助手
- 1987年 薬学博士（京都大学）
- 1989年（平成4年） 米国テキサス大学博士研究員
- 1993年 HSP研究所主任研究員
- 1999年 京都大学大学院生命科学研究科助教授
- 2003年 京都大学大学院理学研究科教授（生物科学専攻、生物物理学教室）
- 2024年 京都大学高等研究院特別教授[2]、名城大学薬学部特任教授[3]

## 賞歴
- 1997年 生化学会奨励賞
- 2005年 ワイリー賞
- 2006年 生化学会柿内賞
- 2008年 大阪科学賞
- 2009年 ガードナー国際賞[8]
- 2011年 上原賞（上原記念生命科学財団）
- 2013年 朝日賞[9]
- 2014年
  - ショウ賞生命科学および医学部門[9]
  - アルバート・ラスカー基礎医学研究賞[9]
- 2015年 トムソン・ロイター引用栄誉賞 「小胞体内の変性タンパク質の検出と修復によるメカニズムを独自に発見」
- 2016年 日本学士院賞・恩賜賞[10]
- 2018年
  - 生命科学ブレイクスルー賞
  - 安藤百福賞大賞[11]
- 2023年
  - 慶應医学賞[12]
  - BBVA Foundation Frontiers of Knowledge Award[13]

## 栄典
- 2010年 紫綬褒章[14]
- 2018年 文化功労者[4]

## 著書
- 「細胞の中の分子生物学」講談社 2016年 ISBN 978-4-06-257944-5

## 参照
- “Biographical Notes of Laureates”.  ショウ賞 (2014年5月27日). 2018年7月13日時点のオリジナルよりアーカイブ。2022年5月2日閲覧。